# 菜種時雨 〜natane shigure〜
「菜種時雨 〜natane shigure〜」（なたねしぐれ）は、NHKの音楽番組『みんなのうた』で、2003年2月 - 3月に放送された曲。作詞・作曲：辛島美登里、編曲：河野圭、歌：辛島美登里。

## 概要
辛島の出身地である鹿児島県の菜の花畑を題材に、親元を離れて独り立ちした女性の気持ちをバラードで歌っている。
映像は辛島からの指名で林静一がアニメーションを担当した。